# 前橋飛行場

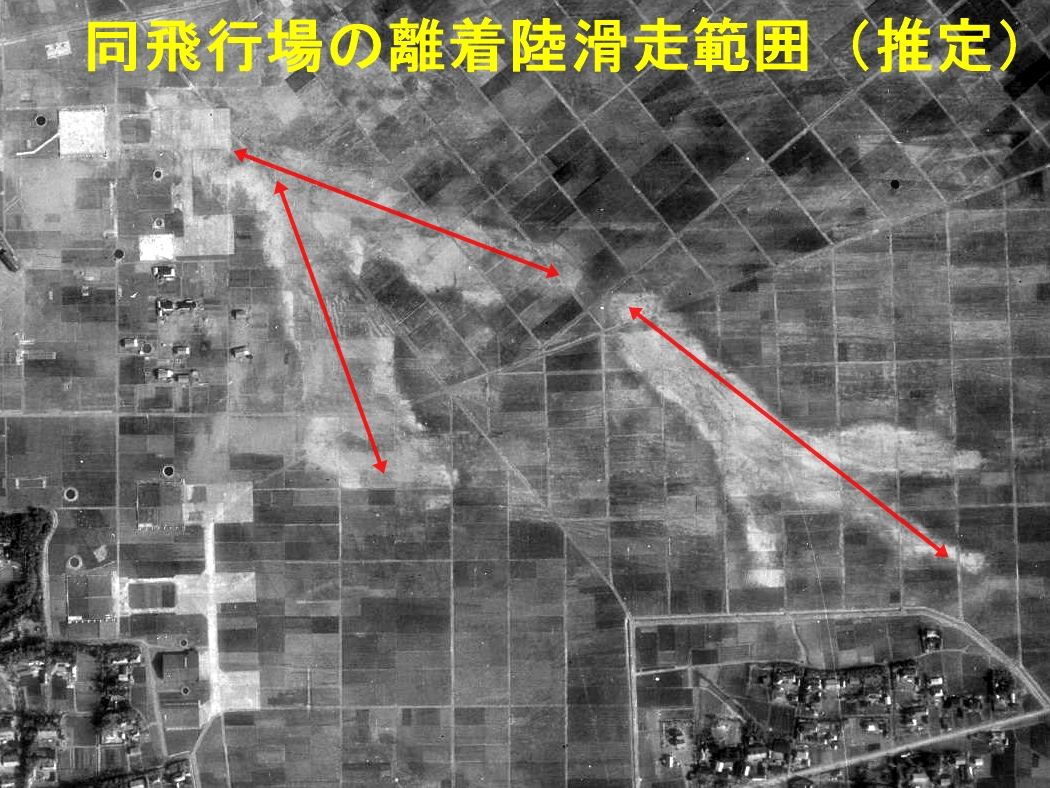
前橋飛行場跡地の空中写真（1947年）
離着陸方向を図示。

前橋飛行場 (まえばしひこうじょう) は、太平洋戦争末期の1944年（昭和19年）から1945年（昭和20年）まで群馬県にあった、大日本帝国陸軍の軍用飛行場である。所在地は前橋市ではなく、現在は高崎市域になあっている旧堤ヶ岡村を中心に旧国府村、旧中川村にまたがっていた。周辺住民には地名から堤ヶ岡飛行場と呼ばれており、跡地開発を計画する高崎市役所など地元自治体ではそのように表記している。 
1945年（昭和20年）の日本の敗戦により日本軍は解体され、約160ヘクタールあった前橋飛行場の敷地は1951年（昭和26年）11月までにすべて民間に売却されて農地となった。その後は一部が市街化され、幹線道路が整備されて西毛広域幹線道路と高崎渋川線バイパスが交差している。
西毛広域幹線道路建設に伴い2000年（平成12年）から2003年（平成15年）にかけて発掘調査が行われ、縄文時代から、飛行場施設を含む近代までの遺跡が発見されている。

## 建設
陸軍航空本部は開戦を受けて、既存の飛行場に加えて、航空要員の急速な養成を目的とした教育用飛行場の建設を計画。そうした教育用の「面飛行場」の一つが前橋飛行場だあった。1943年（昭和18年）5月19日に陸軍の担当者が国府村を訪れ、翌20日に地主への説明会、さらに翌21日には強制買収への承諾捺印が行なわれ、次の翌5月22日には村民も動員して測量を開始するという急ピッチで用地買収が行なわれた。9月には工事が始まった。建設工事は神崎組が請け負い、他に複数の会社が携わった。地元住民や国民学校生徒、群馬県内の青年団、在郷軍人会が勤労奉仕に動員され、前橋刑務所の囚人も働かされた。朝鮮人も入って働いたが、彼らの雇用形態などは不明である。
1944年（昭和19年）2月15日には、金網を敷いた仮設滑走路に初めての飛行機が着陸した。同年8月1日に飛行場が完成し、宇都宮陸軍飛行学校前橋教育隊が創設された。古河地方航空機乗員養成所から約80名の少年飛行兵が転属し、特別操縦見習士官が約150名が入隊。練習機とグライダーによる飛行訓練が始まった。しかし、同年10月9日には前橋教育隊は閉鎖され、熊谷陸軍飛行学校前橋分教場となった、九三式中間練習機による飛行訓練が行なわれるようになった。だが、翌1945年（昭和20年）2月9日には熊谷分教場も閉鎖された。また、同月15日から前橋飛行場の敷地に中島飛行機の分工場が移転され、四式戦闘機「疾風」の製造を行うようになった。同月からは防空戦闘機と爆撃機が配備された。
翌3月5日に第8飛行師団の第36・37・38飛行隊に所属する九八式直接協同偵察機36機が到着し、前橋飛行場で訓練を受けた。第37飛行隊隊長と第36飛行隊隊員の日誌が残されており、訓練は飛行練習や照準練習が中心であったが、燃料節約のためか進捗しなかったことが日記からも判明している。これら3隊は、約20日間の訓練の後、3月24日（第36、第38飛行隊）と26日（第37飛行隊）に前橋飛行場を離陸して九州に向かった。当時は沖縄戦が行なわれており、九州は神風特別攻撃隊を含む日本陸海軍航空機の出撃基地となっていた。前橋飛行場から派出された3隊は4月6日、新田原飛行場より沖縄へ出撃。隊員36名中、出撃前の事故で3名、同年4月の3度の攻撃で26名、合計29名が戦死した。事故で死亡した隊員の遺骨も、戦友の胸に抱かれて沖縄へと出撃した。
戦局の悪化に伴って、前橋飛行場では3月までに約30箇所の土盛り式の掩体壕や対空機関銃座の設置など3度の拡張が行われた。米軍による日本本土空襲が激化すると、訓練より現有戦力の確保が優先されるようになる。偽装した掩体に機体を分散秘匿したが、滑走路までの運搬時間に最低4時間もかかり、夜明け前の出撃以外が不可能になった結果、大戦末期には飛行場としての機能はほぼ失われていた。米海軍空母機動部隊艦載機の空襲を受けた7月10日時点で、常陸教導飛行師団第2教導飛行隊の戦闘機29機（九七式戦闘機15機、一式戦闘機9機、二式複座戦闘機3機）、操縦士67名と、航空輸送部第9飛行隊前橋派遣隊が配置されていた。しかし、米軍艦載機の空襲時には戦闘機による迎撃は無く、対空射撃もほとんど無い状態であり、航空爆弾とロケット弾による攻撃で航空機や掩体壕は破壊され、飛行場周辺を中心に民間人にも死傷者が出た。
終戦後の8月17日には軍属の帰郷、建物の破壊が始まり、27日は資材の搬出も始まった。前橋飛行場は進駐してきた米軍に接収されたが、使用されることはなく、プロペラが外された四式戦闘機が並んだままの荒地と化していた。米軍撤退後に、復員者の救済策として飛行場の農地転用が行われ、1951年（昭和26年）11月までに全耕地が売却された。現在は一部施設のコンクリート基礎や仮設滑走路用の金網が住宅地に残されているだけである。

## 施設
面飛行場は、一辺1,300 ~ 1,500 mの正方形の芝生地帯を設定し、その全域を離着陸に用いるとしていたが、前橋飛行場は周辺の集落を避けるように造られたため、 東西1,500 m、北西から東南に1,800 mの、不定形の敷地となっていた。建物は飛行場の西側に建設され、本部1棟、兵舎2棟、大格納庫3棟、小格納庫4棟、さらに講堂や修理工場、食堂、炊事場などが建設された。戦況の悪化で兵舎は解体されて半地下式に、飛行機や燃料、弾薬は掩体壕に分散格納され、グライダー庫は未完成のまま解体された。

## 発掘調査
1988年に飛行場跡地のすぐ北側[西三社免遺跡の調査が行われ、1996年（平成8年）から2000年（平成12年）にかけて跡地の南側で菅谷石塚遺跡の発掘調査が行われた。西三社免遺跡の調査では本調査の実施に先立って、飛行場跡地内での試掘が行われたが、遺物・遺構が出なかったことから、飛行場跡地での調査は行われなかった。
2000年4月1日から2003年9月30日までの期間、西毛広域幹線道路建設に伴う発掘調査が実施され、縄文時代から近代にかけての遺跡が確認された。行政上の遺跡名としては棟高辻久保遺跡・引間松葉遺跡にまたがる。細長い調査地35,116平方メートルは飛行場跡地の中央部北端に位置し、敷地の約2.2パーセントにあたる。地域の近代史において飛行場は重要な存在であることから、古代・中世以前の遺構だけでなく、飛行場開設前後の近代遺構も調査が行われた。
飛行場の造成土の下からは強制買収される前に存在した田畑や暗渠が検出され、造成時のトロッコの枕木で畑の畝が潰された列が続いている場所や轍もあった。また、戦後に農耕地になる中で埋設された土管も出土した。戦争当時の状況を知ることができる戦争遺跡として貴重なものであるが、飛行場の敷地面積が広大で、多くが私有地であることにより、史跡指定および記念公園などの整備は困難とされている。

## 映画
2014年、地元に住む鈴木越夫が戦争体験者の証言を集めた『陸軍前橋（堤ケ岡）飛行場と戦時下に生きた青少年の体験記』が出版された。2018年には残された日記と証言をもとにした記録映画『陸軍前橋飛行場 私たちの村も戦場だった』が、飯塚俊男を監督として制作された。

## 年表
- 1943年（昭和18年）
  - 5月19日：地元に飛行場建設と予定地の強制買収を通知。
  - 8月1日：工事開始の通知。
- 1944年
  - 2月15日：飛行場試験飛行。数機の戦闘機が着陸。
  - 8月1日：飛行場完成。宇都宮飛行学校前橋教育隊開設。
  - 10月9日：教育隊閉鎖。熊谷飛行学校前橋分教場開設。
  - 11月1日：飛行場警備のため、13323部隊堤ヶ岡隊創設。
- 1945年
  - 2月9日：前橋分教場閉鎖。
  - 2月15日：中島飛行機製作所の分工場開設。
  - 3月：特攻隊訓練。
  - 7月10日：米軍艦載機による空襲。
  - 10月16日：米兵20名が来着。
- 1949年2月1日：飛行場地区農地の売却を開始。
- 1951年11月：農地売却が完了。
- 2000年4月1日 - 2003年9月30日：棟高辻久保遺跡の発掘調査。
- 2018年：映画『陸軍前橋飛行場 私たちの村も戦場だった』公開。
- 2024年8月：跡地をIT産業集積地として開発する計画を、高崎市役所と群馬県庁が公表。